# Planska ekonomija
Planska ekonomija je tip ekonomskog sistema gde se ulaganje, proizvodnja i alokacija kapitalnih dobara odvijaju u skladu sa ekonomskim planovima i proizvodnim državnim planovima za celu ekonomiju. Planska ekonomija može da koristi centralizovane, decentralizovane, participativne ili sovjetske oblike ekonomskog planiranja. Nivo centralizacije ili decentralizacije u donošenju odluka i učešću zavisi od specifične vrste mehanizma planiranja koji se koristi.
Socijalističke države zasnovane na sovjetskom modelu koristile su centralno planiranje, iako je manjina poput Socijalističke Federativne Republike Jugoslavije usvojila određeni stepen tržišnog socijalizma. Tržišni abolicionistički socijalizam zamenjuje faktorska tržišta direktnom kalkulacijom kao sredstvom za koordinaciju aktivnosti različitih društvenih privrednih preduzeća koja čine ekonomiju. Noviji pristupi socijalističkom planiranju i raspodeli potiču od nekih ekonomista i informatičara koji predlažu mehanizme planiranja zasnovane na napretku u računarstvu i informacionoj tehnologiji.
Planirane ekonomije su u suprotnosti sa neplaniranim ekonomijama, posebno tržišnom ekonomijom, gde firme koje posluju na tržištima autonomno donose odluke o proizvodnji, distribuciji, cenama i investicijama. Tržišne ekonomije koje koriste indikativno planiranje različito se nazivaju planirane tržišne ekonomije, mešovite ekonomije i mešovite tržišne ekonomije. Komandna ekonomija sledi administrativno-komandni sistem i koristi ekonomsko planiranje sovjetskog tipa koje je bilo karakteristično za bivši Sovjetski Savez i Istočni blok pre nego što se većina ovih zemalja pretvorila u tržišne ekonomije. Ovo naglašava centralnu ulogu hijerarhijske uprave i javnog vlasništva nad proizvodnjom u vođenju raspodele resursa u ovim ekonomskim sistemima.
U komandnim ekonomijama važne odluke o raspodeli donose državni organi i nameću se zakonom. To se protivi marksističkom shvatanju svesnog planiranja. Decentralizovano planiranje predloženo je kao osnova za socijalizam, a različito su ga zastupali anarhisti, odbornički komunisti, libertarijanski marksisti i drugi demokratski i libertarijanski socijalisti koji zagovaraju netržišni oblik socijalizma, u potpunosti odbacujući vrstu planiranja usvojenu u ekonomiji Sovjetskog Saveza.

## Pregled
U helenističkom i posthelenističkom svetu „obavezno državno planiranje bilo je najkarakterističniji trgovinski uslov za egipatsko selo, za Helenističku Indiju, a u manjoj meri za u većoj meri varvarska područja Seleukida, Pergamenije, južne Arabije i Partijskog carstva”. Naučnici tvrde da je ekonomija Inka bila fleksibilna vrsta komandne ekonomije, usredsređena na kretanje i korišćenje radne snage umesto robe. Jedno viđenje merkantilizma je da se smatra planskom ekonomijom.
Planska ekonomija sovjetskog stila započela je ratnim komunizmom 1918. godine i završila se 1921. godine, kada je sovjetska vlada osnovala Gosplan 1921. Međutim, period Nove ekonomske politike intervenisao je pre nego što su započeli regularni petogodišnji planovi 1928. godine. Vid vladinog usmeravanja ekonomije putem neprinudnih sredstava, praktikovao se u Francuskoj i Velikoj Britaniji nakon Drugog svetskog rata. Švedska vlada planirala je modele javnog stanovanja na sličan način kao i urbano planiranje u projektu nazvanom Milionski program, koji se primenjivao od 1965. do 1974. Izvesno decentralizovano učešće u ekonomskom planiranju sprovedeno je širom Revolucionarne Španije, naročito u Kataloniji, tokom Španske revolucije iz 1936.

### Odnos sa socijalizmom
Iako socijalizam nije ekvivalentan ekonomskom planiranju ili konceptu planske ekonomije, uticajna koncepcija socijalizma uključuje zamenu tržišta kapitala nekim oblikom ekonomskog planiranja kako bi se postigla priemptivna koordinacija ekonomije. Cilj takvog ekonomskog sistema bio bi da stanovništvo postizanje svesnu kontrolu nad ekonomijom, posebno tako da upotrebu viška proizvoda kontrolišu proizvođači. Specifični oblici planiranja predloženi za socijalizam i njihova izvodljivost je predmet socijalističke kalkulacione debate.

#### Računarsko ekonomsko planiranje
Kada je razvoj računarske tehnologije još uvek bio u ranoj fazi 1971. godine, socijalistička Aljendova vlada u Čileu pokrenula je projekat Sibersin da instalira teleks mašinu u svaku korporaciju i organizaciju u privredi za komunikaciju ekonomskih podataka između preduzeća i vlade. Podaci su takođe korišteni za računarski simulisanu ekonomiju zarad predviđanja. Izgrađena je kontrolna soba za posmatranje i upravljanje ukupnom ekonomijom u realnom vremenu. Prototipni stupanj projekta pokazao je obećavajuće rezultate kada je korišćen za preusmeravanje zaliha tokom štrajka kamiondžija, ali nakon što je Augusto Pinoče uz podršku agencije CIA izvržio puč 1973., kojim je uspostavljena vojna diktatura pod njegovom vlašću, program je ukinut, a Pinoče pomerio Čile ka liberalizovanijoj tržišnoj ekonomiji.
U svojoj knjizi Prema novom socijalizmu (1993), informatičar Pol Kokšot sa Univerziteta u Glazgovu i ekonomista Alin Kotrel sa Univerziteta Vejk Forest tvrde da se može demonstrirati da je moguća planirana ekonomija generisana pomoću moderne računarske tehnologije, i razrađuju tezu da bi to bilo ekonomski stabilnije od ekonomija slobodnog tržišta, kao i moralno poželjnije.

#### Kibernetika
Korišćenje računara za optimalnu koordinaciju proizvodnje na razne načine je predloženo za socijalističke ekonomije. Poljski ekonomista Oskar Lang je tvrdio da je računar efikasniji od tržišnog procesa u rešavanju mnoštva istovremenih jednačina potrebnih za efikasnu alokaciju ekonomskih inputa (bilo u fizičkim količinama, ili u monetarnim cenama).
Čileanski distribuirani sistem podrške odlukama, projekat Sibersin iz 1970. godine, pionirski je razvila socijalistička vlada Salvadora Aljendea u pokušaju da se krene ka decentralizovanoj planskoj ekonomiji sa eksperimentalnim održivim modelom sistema proračunate organizacione strukture autonomnih operativnih jedinica kroz algedonsku postavku povratnih informacija i participativnu demokratiju sprovedenu odozdo nagore.

## Literatura
- Cox, Robin (2005). "The Economic Calculation Controversy: Unravelling of a Myth". Common Voice (3).
- Damier, Vadim (2012). "The Economy of Freedom".
- Devine, Pat (2010). Democracy and Economic Planning. Polity. ISBN 978-0745634791.. .
- Ellman, Michael. Socialist Planning (3rd изд.). Cambridge University Press. 2014. ISBN 978-1107427327.. .
- Grossman, Gregory (1987): „Command economy”. 1: 494—495.. The New Palgrave: A Dictionary of Economics. ..
- Landauer, Carl (1947). Theory of National Economic Planning (2nd изд.). Berkeley and Los Angeles, California: University of California Press.
- Mandel, Ernest (1986). In Defence of Socialist Planning.. New Left Review (159).
- Myant, Martin; Drahokoupil, Jan (2010), Transition Economies: Political Economy in Russia, Eastern Europe, and Central Asia, Wiley-Blackwell, ISBN 978-0-470-59619-7.
- Nove, Alec (1987). „Planned economy”. 3: 879—885.. The New Palgrave: A Dictionary of Economics. ..